# Hantkeninoidea
Hantkeninoidea, tradicionalmente denominada Hantkeninacea, es una superfamilia de foraminíferos planctónicos del suborden Globigerinina y del orden Globigerinida. Su rango cronoestratigráfico abarca desde el Paleoceno hasta el Mioceno.

## Discusión
Clasificaciones posteriores han incluido la familia Cassigerinellidae en la superfamilia Heterohelicoidea y en el orden Heterohelicida, y la familia Globanomalinidae en la superfamilia Globigerinitoidea.

## Clasificación
Hantkeninoidea incluye a las siguientes familias y subfamilias:
- Familia Cassigerinellidae †, considerada en la superfamilia Heterohelicoidea
- Familia Globanomalinidae †, también considerada en la superfamilia Globigerinitoidea
- Familia Hantkeninidae †